# Орловка (станція, Волгоградська область)
Орловка (рос. Орловка) — залізнична станція у Городищенському районі Волгоградської області Російської Федерації.
Населення становить 1534 особи. Входить до складу муніципального утворення Орловське сільське поселення.

## Історія
Населений пункт розташований у межах українського історичного та культурного регіону Жовтий Клин.
Згідно із законом від 14 травня 2005 року № 1058-ОД органом місцевого самоврядування є Орловське сільське поселення.

## Населення
| 2010 |
| ---- |
| 102  |